# Leßnitz, Albeck
Leßnitz je naselje v Občini Albeck v Okraju Trg na Koroškem v Avstriji.